# Le Ménil (Vosges)
Le Ménil is een gemeente in het Franse departement Vosges (regio Grand Est) en telt 1181 inwoners (2005). De plaats maakt deel uit van het arrondissement Épinal.

## Geografie
De oppervlakte van Le Ménil bedraagt 20,3 km², de bevolkingsdichtheid is 58,2 inwoners per km².
De onderstaande kaart toont de ligging van Le Ménil (Vosges) met de belangrijkste infrastructuur en aangrenzende gemeenten.

## Demografie
Onderstaande figuur toont het verloop van het inwonertal (bron: INSEE-tellingen).